# Adil Lechkar
Adil Lechkar (Amsterdam, 2 september 2001) is een Nederlands-Marokkaans voetballer die doorgaans als rechter vleugelverdediger  speelt. Hij komt uit voor Telstar.

## Clubcarrière
Lechkar speelde in de jeugdopleidingen van AFC en Almere City FC, maar debuteerde in het seniorenvoetbal voor eersteklassesr SV Argon uit Mijdrecht. Het seizoen 2022/23 speelde hij voor FC Aalsmeer, in de tweede klasse, waarna hij een seizoen speelde voor derdedivisionist SV TEC.
Medio 2024 ging Lechkar naar Telstar, dat uitkwam in de Eerste divisie. Hij debuteerde in het betaald voetbal op 9 augustus 2024, tegen Vitesse (3-2). Hij kwam in de 65e minuut in de ploeg voor Cain Seedorf. Hij kreeg in het seizoen 2024/25 12 invalbeurten, waaronder éénmaal in de play-offs. Deze werden gewonnen door Telstar, waardoor Lechkar met de club promoveerde naar de Eredivisie.

## Statistieken
| Seizoen | Club    | Competitie     | Competitie | Competitie | Beker | Beker | Overig | Overig | Totaal | Totaal |
| Seizoen | Club    | Competitie     | Wed.       | Dlp.       | Wed.  | Dlp.  | Wed.   | Dlp.   | Wed.   | Dlp.   |
| ------- | ------- | -------------- | ---------- | ---------- | ----- | ----- | ------ | ------ | ------ | ------ |
| 2023/24 | SV TEC  | Derde divisie  | 34         | 4          | 3     | 0     | 2      | 0      | 39     | 4      |
| 2024/25 | Telstar | Eerste divisie | 10         | 0          | 1     | 0     | 1      | 0      | 12     | 0      |
| Totaal  | Totaal  | Totaal         | 44         | 4          | 4     | 0     | 3      | 0      | 51     | 4      |

Bijgewerkt op 2 juni 2025.